# ユースフ・アクチュラ

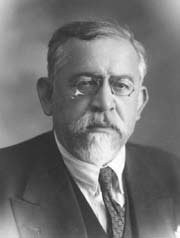
ユースフ・アクチュラ

ユースフ・アクチュラ（トルコ語：Yusuf Akçura、タタール語：Йосыф Акчура、ロシア語：Юсуф Акчурин、1876年 - 1935年3月11日）は、ロシア出身のトルコ民族主義者。
シンビルスク（現在のウリヤノフスク）にてタタール人工場経営者の家に生まれる。7歳の時、家族と共にオスマン帝国の首都イスタンブールに移住した。1895年に陸軍士官学校に入学し、オスマン帝国軍の将官となることを嘱望されたが、過激派組織に属したとしてリビアへの流刑に処された。1899年には流刑先から脱出し、パリに留学。トルコ民族主義のイデオローグとして活動を始めるもオスマン帝国での逮捕を恐れて、1903年にロシアに帰還した。
1904年には、カイロの雑誌『テュルク』に論文「3つの政治路線」を発表し、当時まだ曖昧だったトルコ民族主義について、明確な定義を行った。同著の中でアクチュラは、オスマン帝国が取るべき国家戦略として、以下の3つの路線を比較検討し、当時の国際情勢を根拠に、トルコ民族主義の採用を強く主張した。
- 多民族帝国としての性格を維持し、オスマン臣民としてのアイデンティティの下に帝国内の諸民族を統合する「オスマン主義」
- カリフとしてのスルタンの権威の下に帝国内外のムスリムを統合する「汎イスラーム主義」
- 言語や歴史、人種的特徴をアイデンティティの核として、テュルク系住民を統合する「テュルク主義」

彼の思想は、青年トルコ人革命後のオスマン帝国の知識人の間で広く支持された。
1905年のロシア第一革命では、テュルク系ムスリムの権利向上運動に携わり、イスマイル・ガスプリンスキー、アリメルダン・トプチュバショフ、サドレッディン・マクスードフらと共に、ムスリム同盟の設立に主導的な役割を果たした。1906年にストルイピンが内相に就任し、民族運動に対する弾圧が強まると、再び活動の場をイスタンブールに移す。
イスタンブールに戻ったアクチュラは、1911年に雑誌『テュルク・ユルドゥ』を出版。1912年に民族主義団体「テュルク・オジャーゥ」を創設し、言論活動を通して汎テュルク主義的主張を展開した。
トルコ独立戦争ではアンカラ政府に参加し、ムスタファ・ケマルと良好な関係を築く。共和制成立後は、新政権の世俗主義政策を支持し、トルコ民族主義の主張を、汎テュルク主義的性格からアナトリア地縁的性格に重心を移した。ズィヤ・ギョカルプらと並び、共和制初期の民族主義イデオローグとして大きな影響力を持った。
1923年にイスタンブール選挙区から国会議員に選出。1932年にはトルコ歴史協会の会長、1933年にはイスタンブール大学にて政治史の教授を務めた。1935年にイスタンブールにて死去した。